# Elixoia
Elixoia là một chi bướm đêm thuộc họ Erebidae.